# Eschatokol
Eschatokol (z řec. eschaton, tj. vnější, poslední) je v diplomatice označení pro závěrečnou část listiny. Během středověku se eschatokol zjednodušoval až v raném novověku zůstala z jeho částí jen samotná datace.

## Součásti
Eschatokol jako závěrečný oddíl listiny může obsahovat některou z následujících částí:
- Subskripce: podpisy (monogram) či znamení (rota, bene valete) vydavatele, podpisy či seznamy přítomných svědků (svědečné řady) či úředníků kanceláře (rekognice)
- Datace: místo a doba vydání listiny
- Aprekace: závěrečná modlitba či požehnání

## Ukázky
Eschatokol latinsky psané listiny Přemysla Otakara II. z roku 1262 obsahující subskripci a dataci:
Testes sunt dominus Bruno venerabilis Olomucensis ecclesie episcopus, de Wida, de Plawe advodati, Henricus comes de Hardekke, Smilo de Lichtemburk, Jeroscius burgravius Pragensis, Jeroslaus frater Galli, Borsso de Rysenburg, Stezslaus de Ssternberg, Wylhelmus de Podiebrad, Jerko de Waldenberg, Erchenbrehtus et Henricus fratres de Starchenberch burgravii, Andreas camerarius regni, Ulricus pincerna de Cubito, Burchardus de Chlingberch, Sdenko frater Smilonis de Luchtemburg, Henkynus filius Smilonis eiusdem, Divisius dapifer, Henricus et Chwalo de Zittauia et aliiqam plures. Actum aput Budyn anno domini M°CC°LXII°, datum per magistrum Arnoldum nostrum prothonotarium IV° idus Junii.
Překlad: Svědkové jsou Bruno ctihodný Olomoucký biskup, advokáti z Widy, z Plavé, Jindřich hrabě z Hardeberka, Smil z Lichtenburka, Jaroš purkrabí Pražský, Jaroš Havlův bratr, Boreš z Rýzmburka, Zdeslav ze Šternberka, Vilém z Poděbrad, Jerek z Waldemberka, Erchenbrech a Jindřich bratři ze Šternberka purkrabí, Ondřej komorník království, Oldřich šenk z Lokte, Burkhard z Klingenbergu, Zdeněk bratr Smila z Lichtenburka, Hynek syn téhož Smila, Diviš stolník, Jindřich a Chval ze Žitavy a mnoho jiných. Dáno u Budyně léta Páně tisícího dvoustého šedesátého druhého, psáno mistrem Arnoldem naším protonotářem na IV. idy červnové.
Eschatokol německy psané listiny Václava IV. z roku 1395 obsahující dataci:
Geben zu Prage nach Cristes geburt dreyczenhundirt jar und dornoch in dem fumfundnewnczigisten jaren an sand Augustins tag, unser reiche des Behemischn in dem XXXIII. und des Romischin in dem XX. jaren.
Překlad: Dáno v Praze po narození Krista třináctistého roku a devadesátého pátého roku na den sv. Augustina, našeho panování Českého ve 33. a Římského ve 20. roce.
Eschatokol česky psané listiny Ferdinanda II. z roku 1627 obsahující dataci:
Dán v městě našem Vídni v pondělí po neděli křížové jinak rogationum. Létha páně tisícího šestistého dvadcátého sedmého a království našich Římského osmého, Uherského devátého a Českého desátého.